# Challenger Lugano 2002
Il Challenger Lugano 2002 è stata la quarta edizione di un torneo di tennis facente parte della categoria ATP Challenger Series nell'ambito dell'ATP Challenger Series 2002. Il torneo si è giocato a Lugano in Svizzera dal 17 al 23 giugno 2002 su campi in terra rossa.

## Vincitori

### Singolare
Guillermo Coria ha battuto in finale  Giorgio Galimberti con il punteggio di 6–3, 6–0

### Doppio
Emilio Benfele Álvarez /  Giorgio Galimberti hanno battuto in finale  Christian Kordasz /  Kim Tiilikainen con il punteggio di 4–6, 7–6(5), 6–2